# Gate (distrito)
Gate (em árabe: غات; romaniz.: Ġāt; em berbere: Ɣat) é um distrito líbio. Foi criado em 1983, porém em 1987 foi incorporado ao distrito de Ubari. Foi recriado em 2001, quando registrou-se 16 392 residentes. Segundo censo de 2012, a população era de 23 929 pessoas, das quais 22 107 eram líbios e 1 822 não-líbios. O tamanho médio das famílias líbias era 5.69, enquanto o tamanho médio das não-líbios era de 4.41. Há no total 4 553 famílias no distrito, com 4 104 sendo líbias e 449 não-líbias. Em 2012, aproximados 92 indivíduos morreram no distrito, dos quais 68 eram homens e 24 eram mulheres.